# غريتا تونبرج
غريتا إيرنمان تونبرج (بالسويدية: Greta Thunberg) (Swedish: [ˈgreːta ˈtʉːnˌbærj] ؛ (من مواليد 3 يناير 2003) ناشطة سويدية تعمل على وقف الاحتباس الحراري وتغير المناخ. في أغسطس 2018، أصبحت شخصية بارزة في الإضراب المدرسي الأول للمناخ خارج مبنى البرلمان السويدي. في نوفمبر 2018، تحدثت في تيديكس ستوكهولم TEDxStockholm، وفي ديسمبر، ألقت كلمة أمام مؤتمر الأمم المتحدة المعني بتغير المناخ، يناير 2019، كما دُعيت للتحدث في المنتدى الاقتصادي العالمي في دافوس.
في عام 2019، اختارت مجلة تايم الأمريكية غريتا تونبرغ ذات الستة عشر ربيعاً شخصية العام بعد أن تحولت إلى مصدر إلهام لملايين الأطفال والشباب حول العالم والانخراط في الدفاع عن كوكب الأرض. وبهذا أصبحت غريتا أصغر شخصية تختارها المجلة كشخصية للعام منذ أن بدأت بهذا التقليد عام 1927.انضمت إلى أسطول الحرية المتجه إلى غزة في يونيو 2025، مبحرة على متن السفينة "مدلين". ورافقها في هذه الرحلة 11 شخصاً آخرين

## حياتها
ولدت غريتا تونبرج في 3 يناير 2003. والدتها هي مغنية الأوبرا السويدية ميلينا إيرنمن ووالدها هو الممثل سفانتي ثونبرغ، الذي سمي على اسم قريبه البعيد سفانت أرينيوس. جدها الممثل والمخرج أولوف تونبرغ.
في ديسمبر 2018، أعلنت تونبرج بأنه قد «تم تشخيصها بمتلازمة أسبرجر، والوسواس القهري (OCD)، والطفرات الانتقائي». لخفض انبعاثات الكربون لعائلتها، أصرت على أن تصبح نباتية وتخلت عن الطيران.

## إضرابات الطالبة للمناخ

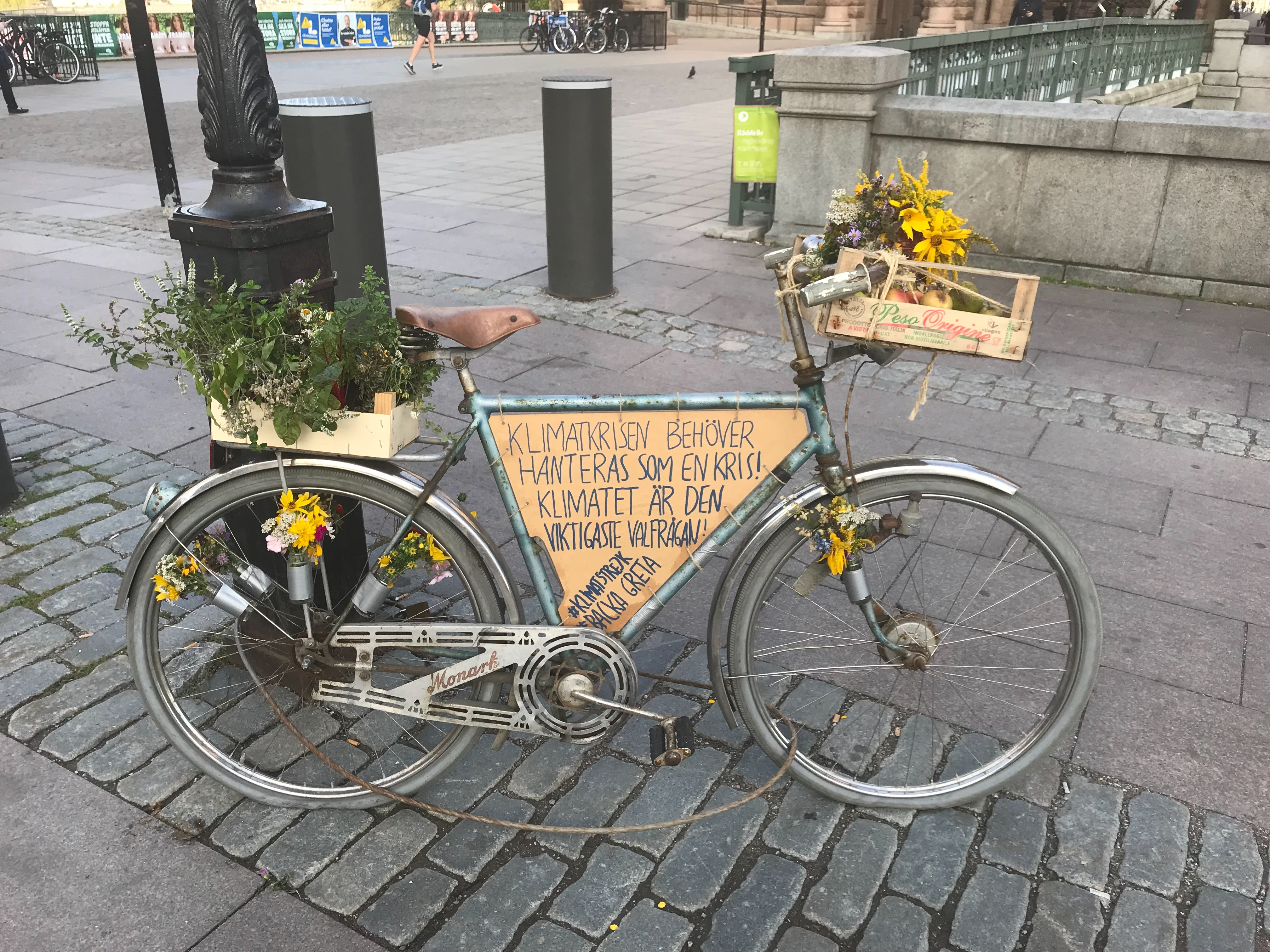
دراجة غريتا ثونبرج في ستوكهولم في 11 سبتمبر 2018: «يجب التعامل مع أزمة المناخ على أنها أزمة! المناخ هو القضية الأكثر أهمية!»

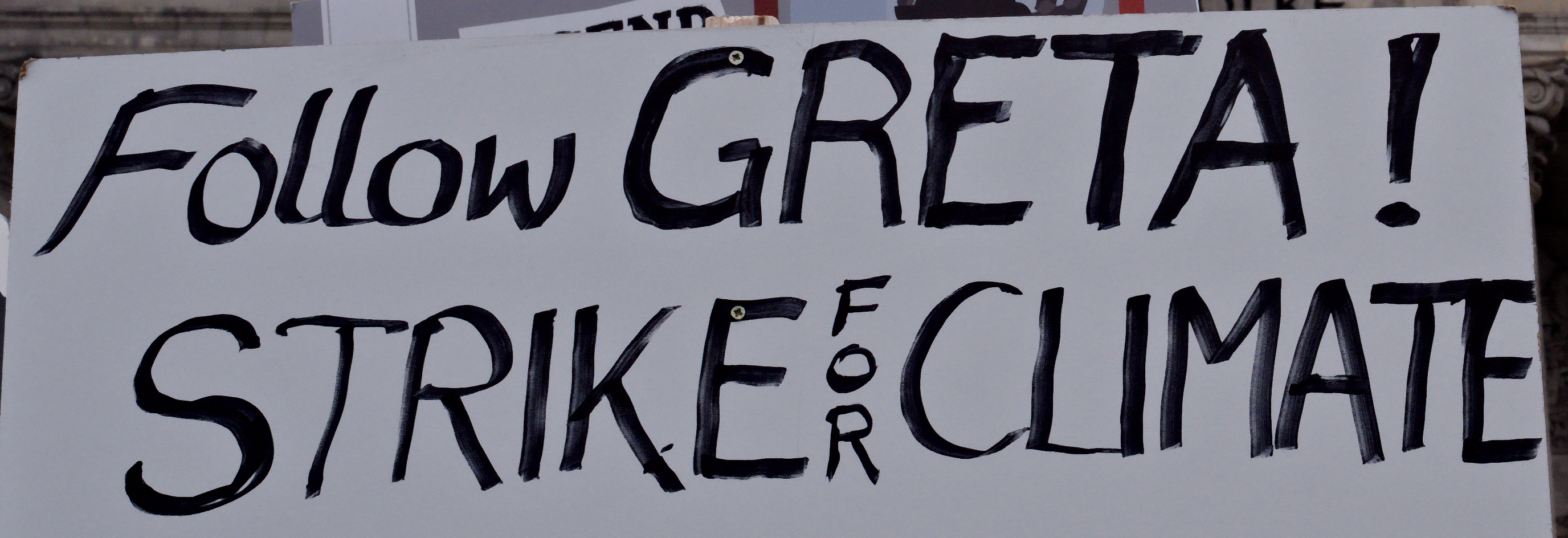
تسجيل الدخول "اتبع غريتا! إضراب من أجل المناخ "في برلين (14 ديسمبر 2018).

في 20 أغسطس 2018، قررت ثونبرج، التي كان آنذاك في الصف التاسع، عدم الالتحاق بالمدرسة حتى الانتخابات العامة لعام 2018 في السويد في 9 سبتمبر بعد موجات الحر وحرائق الغابات في السويد. وكانت مطالبها أنه على الحكومة السويدية الحد من انبعاثات الكربون وفقا لاتفاق باريس، واحتجت عن طريق الجلوس خارج البرلمان كل يوم خلال ساعات الدوام المدرسي مع علامة Skolstrejk FÖR klimatet (اضراب المدارس للمناخ). بعد الانتخابات العامة، واصلت الإضراب فقط يوم الجمعة، واكتسبت انتباه العالم. ألهمت تونبرج طلاب المدارس في جميع أنحاء العالم للمشاركة في الإضرابات الطلابية. اعتبارًا من ديسمبر 2018، قام أكثر من 20 ألف طالب بتنظيم إضرابات في 270 مدينة على الأقل. تقول ثونبرغ أن النشطاء المراهقين في مدرسة بارك لاند في فلوريدا، الذين نظموا المسيرة من أجل حياتنا، هم من شكلوا المصدر لإلهامها لبدء إضرابها المدرسي للمناخ.

## زيارة أمريكا الشمالية في 2019
في أغسطس 2019، أبحرت تونبيرغ عابرةً المحيط الأطلنطي من بلايموث، إنجلترا إلى نيويورك، الولايات المتحدة في يخت سباق بطول 60 قدمًا يعمل بألواح شمسية وتوربينات تحت الماء. اُعلنت الرحلة على أنها عبور للأطلنطي غير باعث للكربون كإعلان لأفكار تونبيرغ المعلنة بأهمية تقليل الانبعاثات. أعلنت قناة فرنسا 24 أن أكثر من طاقم سيطيرون إلى نيويورك لإعادة اليخت إلى أوروبا.
استغرقت الرحلة 15 يومًا، من 14 إلى 28 أغسطس 2019. حضرت تونبيرغ قمة الأمم المتحدة للعمل المناخي في مدينة نيويورك. خططت تونبيرغ حضور مؤتمر القمة المناخية الخامس والعشرين في سانتياغو، تشيلي في ديسمبر، ولكنه المؤتمر تقرر إلغاؤه بسبب احتجاجات واسعة.

## رسالة تونبرغ
أعلنت تونبرغ عن أربعة مواضيع متداخلة: أن البشرية تواجه أزمة وجودية بسبب التغير المناخي، وأن الجيل الحالي من البالغين هو المسؤول عن التغير المناخي، وأن التغير المناخي سيكون له تأثير متباين على الشباب، وأننا لا نفعل سوى القليل للتعامل مع المشكلة. أعلنت تونبرغ أيضا أنه على السياسيين وصانعي القرار أن يستمعوا إلى العلماء.
تتضمن رسالتها أيضا أن التزام 1.5 درجة مئوية كجزء من اتفاقية باريس ليس كافيًا، وأن منحنى انبعاثات الغازات الدفيئة لا بد أن يبدأ في الانحدار بقوة بعد عام 2020. في فبراير 2019 في مؤتمر اللجنة الأوروبية الاقتصادية الاجتماعية، قالت أن الاتحاد الأوروبي لا بد من أن يقلل انبعاثات ثاني أكسيد الكربون 80% بحلول 2030، ضعف الهدف المعلن في باريس.

## أنشطة أخرى
شاركت غريتا ثونبرغ في مظاهرة «الانتفاض من أجل المناخ» خارج البرلمان الأوروبي في بروكسل. في أكتوبر 2018، سافرت ثونبرج وعائلتها في سيارة كهربائية إلى لندن، حيث خاطبت «إعلان التمرد» الذي نظمته تمرد الانقراض قبالة مجلس البرلمان.
في 24 نوفمبر 2018، ظهرت في تيديكس ستوكهولم TEDxStockholm. حيث تحدثت عن إدراكها -عندما كانت في الثامنة من عمرها- أن التغير المناخي حقيقي وتساءلت عن سبب عدم ظهوره كأخبار رئيسية في كل القنوات، فالأمر كما لو كانت هناك حرب عالمية مستمرة. قالت أنها لم تذهب إلى المدرسة لتصبح عالمة مناخ، كما اقترح البعض، لأن العلم قد أثبت الظاهرة، ولم يبق إلا الإنكار والجهل والتقاعس عن العمل. وتوقعت بأن يسألها أطفالها وأحفادها لماذا لم تتخذ أي إجراء في عام 2018 عندما كان لا يزال هناك وقت، وخلصت إلى أنه «لا يمكننا تغيير العالم باللعب وفقًا للقواعد، لأنه يجب تغيير القواعد».
ألقت ثونبرغ خطابا في قمة تغير المناخ للأمم المتحدة COP24 في 4 ديسمبر 2018  وتحدثت أيضا أمام الجمعية العامة في 12 ديسمبر 2018.
في 23 يناير 2019، وصلت ثونبرغ إلى دافوس بعد رحلة قطار استغرقت 32 ساعة،  وذلك بعكس العديد من المندوبين الذين وصلوا باستعمال ما يصل إلى 1500 رحلة طيران خاصة، لمواصلة حملتها للمناخ في المنتدى الاقتصادي العالمي. وأبلغت ثونبرغ لجنة دافوس بأن "بعض الناس، وبعض الشركات، وبعض صانعي القرار على وجه الخصوص، يعرفون بالضبط القيم التي لا تقدر بثمن التي يضحون بها لمواصلة الحصول على مبالغ لا يمكن تصورها من المال. أعتقد أن الكثير منكم هنا اليوم ينتمي إلى هذه المجموعة من الناس." في وقت لاحق من هذا الأسبوع، حذرت قادة العالم من أن "منزلنا مشتعل"، مضيفة أريدك أن تشعر بالذعر. أريدك أن تشعر بالخوف الذي أشعر به كل يوم. نحن مدينون للشباب، لمنحنا الأمل."
في 21 فبراير 2019، تحدثت في مؤتمر اللجنة الاقتصادية والاجتماعية الأوروبية وإلى جان كلود يونكر رئيس المفوضية الأوروبية، مطالبة بتحقيق أهداف المناخ المقررة من قبل الاتحاد الأوروبي التي يجب أن تقلل من انبعاثات ثاني أكسيد الكربون CO2 بنسبة 80٪ على الأقل حتى 2030. في وقت لاحق، انضمت إلى الاحتجاجات المناخية في بروكسل.

## اسطول الحرية لغزة
كانت تونبرج تخطط للصعود على متن أسطول الحرية لغزة في ميناء مالطي في مايو 2025. لكن الخطط ألغيت عندما تعرضت إحدى السفن لهجوم بطائرة مسيرة في المياه الدولية قبالة سواحل مالطا. كانت مهمة الأسطول هي توصيل المساعدات الإنسانية إلى غزة، التي كثفت إسرائيل حصارها طويل الأمد عليها خلال حرب غزة، مما تسبب في مجاعة وأزمة إنسانية وصفها الباحثون بالإبادة الجماعية.
في يونيو 2025، أطلق تحالف أسطول الحرية مهمة مساعدات جديدة إلى غزة على متن السفينة "مادلين" التي ترفع العلم البريطاني، بهدف تحدي الحصار البحري الإسرائيلي وتوصيل الإمدادات الإنسانية. يأتي هذا الأسطول بعد تاريخ يمتد لـ 15 عامًا من المحاولات المماثلة، التي تم اعتراض العديد منها أو منعها من قبل القوات الإسرائيلية. وتأتي هذه المهمة وسط تدقيق عالمي متجدد للحصار الإسرائيلي، والهجمات المزعومة بطائرات مسيرة على سفن الأسطول السابقة، وتزايد الانتقادات من المنظمات الدولية بشأن تقييد وصول المساعدات. وكان على متن السفينة أيضًا شخصيات بارزة بمن فيهم الممثل ليام كونينغهام وعضو البرلمان الأوروبي ريما حسن، وقد مُنعت الأخيرة من دخول إسرائيل بسبب موقفها المؤيد للفلسطينيين.
في الصباح الباكر من يوم 9 يونيو، تم الصعود على متن السفينة "مادلين" من قبل قوات الدفاع الإسرائيلية في المياه الدولية، بأوامر من وزير الدفاع الإسرائيلي يسرائيل كاتس. جاء ذلك بعد اتهامات من الطاقم على متن السفينة بالتحرش من قبل السفن والطائرات الإسرائيلية. في الساعة 3:34 صباحًا (بتوقيت غرينتش+3)، تم نشر مقطع فيديو من تونبرج على حساب تحالف أسطول الحرية على منصة X (تويتر)، تم تسجيله مسبقًا في حال الاستيلاء على السفينة قبل وصولها إلى غزة. بعد ذلك بوقت قصير، أكدت وزارة الخارجية الإسرائيلية أنه تم الاستيلاء على القارب وأنهم يتم اقتيادهم إلى ميناء أشدود. وتم ترحيلها من إسرائيل في اليوم التالي. في مقابلة، قالت تونبرج إنه "لم يكن واضحًا بعض الشيء" لماذا تم إطلاق سراحها بينما ظل الآخرون محتجزين. وأوضحت أنها وبعض الآخرين وقعوا على وثيقة تفيد بأنهم يرغبون في مغادرة إسرائيل في أقرب وقت ممكن، مع التأكيد أيضًا على أنهم لم يدخلوا البلاد بشكل غير قانوني.

## الجوائز والتكريم
كانت غريتا ثونبيرج واحدة من الفائزين في مسابقة كتابة المقالات في صحيفة سفينسكا داغبلادت حول المناخ بالنسبة للشباب في مايو 2018. رُشحت ثونبيرج لجائزة شركة تيلغا انيرجيز للكهرباء عن فئة الأطفال والشباب الذين يروجون للتنمية المستدامة، جائزة مناخ الأطفال، لكنها رفضت لأن المتسابقين النهائيين سيتعين عليهم السفر جوا إلى ستوكهولم. في نوفمبر 2018، حصلت على منحة فرايشوست لنموذج دور الشباب لتلك السنة. في ديسمبر 2018، صنفت مجلة تايم ثونبرج واحدة من أكثر 25 مراهقًا ذوو نفوذ في العالم لعام 2018. وبمناسبة اليوم العالمي للمرأة، أُعلنت ثونبرغ أهم امرأة في العام في السويد في عام 2019. استندت الجائزة إلى دراسة استقصائية أجراها معهد إنيزيو بالنيابة عن جريدة أفتونبلاديت.

## الجدل حول الانتماءات
بعد أن اكتسبت حركتها في إضرابات الطلاب للمناخ شعبية، أصبحت ثونبرج هدفًا لجهود حثيثة لتشويه سمعتها  أو الاستفادة من مكانتها البارزة. في أواخر عام 2018، قامت انجمار رينتزوج، مؤسِسة مؤسَسة «لا يوجد لدينا وقت» (WDHT) غير الربحية، بتجنيد ثونبرج لتصبح مستشارًا للشباب بدون أجر واستخدمت اسم ثونبرج وصورتها دون علمها أو إذنها لجمع الملايين لصالح WDHT شركة تابعة للربح، ليس لدينا وقت أي بي، حيث كانت رينتزوج رئيسا تنفيذيا. لم تتلقى ثونبرج أي أموال من الشركة. وأنهت دورها كمستشارة متطوعة مع WDHT، قائلة إنها «ليست جزءًا من أي منظمة. أنا مستقلة تمامًا، وأفعل ما أقوم به مجانًا وبشكل مطلق.»

## روابط خارجية
- غريتا تونبرغ على موقع IMDb (الإنجليزية)
- غريتا تونبرغ على موقع الموسوعة البريطانية (الإنجليزية)
- غريتا تونبرغ على موقع مونزينجر (الألمانية)
- غريتا تونبرغ على موقع ألو سيني (الفرنسية)
- غريتا تونبرغ على موقع ميوزك برينز (الإنجليزية)
- غريتا تونبرغ على موقع رولينغ ستون (الإنجليزية)
- غريتا تونبرغ على موقع أول ميوزيك (الإنجليزية)
- غريتا تونبرغ على موقع ديسكوغز (الإنجليزية)
- غريتا تونبرغ على موقع قاعدة بيانات الفيلم (الإنجليزية)
- غريتا تونبرغ على موقع ليتربوكسد (الإنجليزية)
- غريتا تونبرج  على فيسبوك.
- GretaThunberg على تويتر.
- غريتا تونبرج على إنستغرام